# Hageby, Töreboda kommun
Hageby gods är ett gods i Sveneby socken i Töreboda kommun i Västergötland. Gården ligger cirka 7 kilometer från Moholm vid Västra stambanan.
Hageby var historiskt ett vidsträckt godskomplex med flera underlydande gårdar i socknarna Sveneby, Hjälstad, Väring, Frösve, Säter, Horn inom Vadsbo härad i Västergötland.
Godset ägdes på 1600-talet av bland annat släkten Makeléer. Hugo Johan Hamilton ärvde egendomen efter sin moder Katarina Makeléer. När han själv ingick sitt andra giftermål (den 2 juli 1723) skänkte han hela godskomplexet till sin blivande hustru Anna Fleming (1683–1737).